# Авіаційний двигун

Поршневий авіаційний зіркоподібний двигун в розрізі

Авіаційний двигун — тепловий двигун, яким приводять у рух літальні апарати.
За певними особливостями, відмінностями, характерними рисами виокремлюють повітряно-реактивні двигуни, ракетні реактивні двигуни, а також поршневі бензинові двигуни.
У свою чергу повітряно-реактивні двигуни поділяються на компресорні та безкомпресорні. До компресорних належать газотурбінні двигуни прямої реакції (турбореактивні двигуни, турбореактивні з форсажною камерою, двоконтурні турбореактивні, в тому числі двоконтурний з форсажною камерою) і газотурбінні двигуни непрямої реакції (турбовальні і турбогвинтові двигуни).
Виділяють також рідинні ракетні двигуни і пульсуючі повітряно-реактивні двигуни.

## Електричні авіаційні двигуни
Електричні двигуни з живленням від сонячних батарей і акумуляторів використовуються, зокрема, у літаку Solar Impulse. Літак має чотири двигуни потужністю 7,5 кВт кожен у першій версії, і 13 кВт — у другій (Solar Impulse 2).